# Nguyễn Tạo (nhà Nguyễn)
Nguyễn Tạo (tiếng Trung: 阮造; 1822 – 1892), nguyên danh Nguyễn Công Tuyển (tiếng Trung: 阮公選), tự Thăng Chi, là quan viên nhà Nguyễn trong lịch sử Việt Nam.

## Thân thế
Nguyễn Công Tuyển quê ở làng Hà Lam, huyện Lễ Dương, phủ Thăng Hoa (nay là thị trấn Hà Lam, huyện Thăng Bình, tỉnh Quảng Nam), là con trai của Tường sinh Nguyễn Đạo (Nguyễn Công Đạo), anh của Phó bảng Nguyễn Thuật, Nguyễn Duật.
Năm 1846, ông đỗ Hương tiến (Cử nhân) dưới thời vua Thiệu Trị. Sau đó, ông tham gia thi Hội 6 lần nhưng đều trượt.

## Hoạn lộ
Năm 1862, thời vua Tự Đức, ông được bổ làm Huấn đạo huyện Gia Lộc (Hải Dương), rồi Huấn đạo huyện Hương Trà (Thừa Thiên Huế). Về kinh, giữ chức Biên tu, Khởi cư chú ở Tập hiền viện, giữ việc chú thích, khảo dị, biên tập thơ văn và các sách sử yếu do nhà vua làm ra.
Năm 1865, ông được bổ làm Tri huyện Phù Cát (Bình Định), vốn là đất lưu đày, có thành phần cư dân phức tạp. Ông làm quan thanh liêm, công bằng, khiến dân chúng trong huyện nể phục, bọn trộm cướp không dám lộng hành. Thấy hai thôn An Lạc, Vĩnh Thắng đông dân mà ít ruộng, ông đề nghị thôn Chính Lợi cắt 25 mẫu công điền cho hai thôn trên. Việc được quan tỉnh là Thân Văn Nhiếp tấu lên vua Tự Đức. Nguyễn Tạo được Tự Đức ban thưởng một chiếc tử kim khánh hạng nhất có khắc chữ Liêm, bình, cần, cán, thăng bổ làm tri phủ. Mặt khác, vua cho truyền bá công trạng của ông đến toàn quốc để khuyến khích. Thôn Chính Lợi được thưởng một tấm biển có chữ Thiện tục khả phong.
Năm 1868, được bổ nhiệm làm Lại khoa cấp sự trung, chưa kịp nhận chức thì được bổ làm Tri phủ Hoài Đức (Hà Nội). Năm sau, thăng Thị độc, lĩnh Án sát sứ Hải Dương.
Năm 1871, thổ phỉ người Thanh là Tăng Á Trị xâm nhập cướp bóc vùng Nam Sách, Đông Triều. Đề đốc Đặng Duy Ngọ cùng Án sát Nguyễn Tạo đem quân đánh dẹp. Ông được vua tặng một đồng tiền vàng Tam Thọ.
Năm 1872, ông về quê chịu tang. Hết tang, nhận chức Thị độc học sĩ sung Biện các vụ.
Năm 1874, Trần Tấn, Đặng Như Mai phát động phong trào Văn Thân ở Nghệ An, chiếm tỉnh lỵ Hà Tĩnh. Vua Tự Đức lo lắng Quảng Bình thất thủ, phái Nguyễn Tạo là người có kinh nghiệm đánh trận làm Bố chánh tỉnh Quảng Bình, sau làm Bố chánh Nam Định.
Năm 1875, ông giữ chức Doanh điền sứ Nha Sơn phòng Quảng Nam. Khi tiền nhiệm, ông dâng lên vua 8 điều trù tính:
1. Xin ngăn cấm núi có tiếng (núi Trà Sơn và núi Ngũ Hành) để cho mạch đất hồi lại.
2. Xin làm thủy lợi (đắp bờ đê, mở đê sông) để giúp việc làm ruộng.
3. Xin hoãn việc tuyển lính thêm, để cho dân ốm lâu được tỉnh lại.
4. Xin trừ hết thuế ruộng, thuế thân năm nay.
5. Xin thuế thu về mùa đông năm nay, đổi làm mùa hạ sang năm thu cả làm một.
6. Xin chẩn cấp để thư cấp bách cho dân.
7. Xin đình chỉ việc phái người đi xuống để khuyên quyên tiền.
8. Xin đình việc kê đơn cho đi mua mỡ trâu.

Vua Tự Đức sau khi bàn bạc, đã phê chuẩn 7 điều.
Năm 1876, ông dâng sớ xin đào sông Ái Nghĩa, được chấp thuận.
Năm 1878, do người Man nổi dậy, ông bị cách chức về quê, không lâu được trả hàm Biên tu, bổ Giáo thụ Thăng Bình, quyền Đốc học Quảng Nam.
Năm 1885, ông được vua Hàm Nghi bổ nhiệm Trước tác sung Cơ mật viện thừa biện, nhưng từ chối nhận chức. Khi Tôn Thất Thuyết phát động cuộc tấn công ở Kinh thành thất bại, dùng danh nghĩa vua Hàm Nghi phát Chiếu Cần Vương, ông ngầm ủng hộ Nghĩa hội Quảng Nam chống Pháp.
Năm 1886, do Tả trực kỳ khâm sai Phan Liêm nhờ vả, ông đến Kinh thành giúp ổn định tình hình, được sung Thừa biện Sử quán, được mấy hôm thì lấy cớ bị bệnh từ chức, xin về ở ẩn.
Năm 1892, ông qua đời và được an táng ở quê nhà. Năm 1893, được truy thụ Hàn lâm viện Thị giảng. Đại thần Nguyễn Trọng Hợp vốn quen biết Nguyễn Tạo, xin truy thụy cho ông là Hữu Khang.

## Đánh giá
- Đại Nam liệt truyện: Nguyễn Tạo là người thanh liêm, giỏi giang, làm quan ở đâu đều có tiếng tốt, được vua phê rằng: Tạo thường khuyến khích dân làng đặt ra học điền, dựng trường học văn, học võ mời thầy về dạy. Cho chí đến chùa chiền, cầu đập, đồng ruộng, thủy lợi, hết thảy đều được sửa sang, việc gì cũng rõ ràng đâu ra đấy, mà đều đôn đốc việc căn bản, cải thiện trong phong tục làm cái kế hơn hết về việc bảo đảm cư tụ cho dân... Tạo là quan giỏi hiếm có. Nhà vua lại có dụ rằng: Ai thanh liêm tài giỏi được như Nguyễn Tạo thời hậu thưởng.[2]

## Tưởng niệm
Tên ông được đặt tên cho một con đường ở quận Ngũ Hành Sơn, thành phố Đà Nẵng.